# Bernt Klaverboer
Bernt Klaverboer (26 september 2005) uit Katlijk is een profvoetballer die doorgaans als doelman speelt voor sc Heerenveen. 

## Clubcarrière
Klaverboer begon met voetballen in de jeugd van sc Heerenveen in 2015. Op 1 juli 2023 ging hij deel uitmaken van de selectie voor het eerste elftal die club, maar kwam nog steeds uit voor jeugdteams.
De speler maakte op 18 december 2024 zijn debuut in het profvoetbal in de KNVB Beker tegen ASWH. In deze wedstrijd kreeg Klaverboer een rode kaart vanwege een ernstige overtreding op amateur voetballer Quincy Tavares. De wedstrijd eindigde in een 0-1 overwinning voor sc Heerenveen. Op 20 mei debuteerde Klaverboer in de Eredivisie in de play-offs om Europees voetbal, hij kwam 7 minuten voor tijd binnen de lijnen voor de geblesseerde Mickey van der Hart. Deze wedstrijd werd met 4-1 verloren, Klaverboer viel met deze stand in. 